# Il pugnale del bianco
Il pugnale del bianco (Coroner Creek) è un film del 1948 diretto da Ray Enright.
È un western statunitense con Randolph Scott, Marguerite Chapman e George Macready. È basato sul romanzo del 1946 Coroner Creek di Luke Short.

## Produzione
Il film, diretto da Ray Enright su una sceneggiatura di Kenneth Gamet e un soggetto di Luke Short, fu prodotto da Harry Joe Brown per la Columbia Pictures tramite la Producers-Actors Corporation e girato nei pressi del Red Rock Crossing a Sedona, Arizona, nell'Iverson Ranch a Chatsworth, Los Angeles, e nel Columbia/Warner Bros. Ranch a Burbank, California, dal 9 settembre al 18 ottobre 1947. Il titolo di lavorazione fu Lawless.

## Distribuzione
Il film fu distribuito con il titolo Coroner Creek negli Stati Uniti dal 1º luglio 1948 al cinema dalla Columbia Pictures.
Altre distribuzioni:
- in Finlandia il 17 dicembre 1948 (Silmä silmästä)
- in Danimarca il 23 maggio 1949 (Den ensomme hævner)
- in Svezia il 17 ottobre 1949 (Västerns rovriddare)
- in Portogallo il 14 agosto 1951 (Terras Sombrias)
- in Francia il 4 gennaio 1952 (Ton heure a sonné)
- in Finlandia il 27 novembre 1959 (redistribuzione)
- in Germania Ovest l'11 novembre 1981 (in TV) (Abrechnung in Coroner Creek)
- in Belgio (Ton heure a sonné)
- in Belgio (Uw uur is geslagen)
- in Brasile (Águas Sangrentas)
- in Cile (Aguas sangrientas)
- in Spagna (Coronel Creek)
- in Grecia (I epelasis ton ekdikiton)
- in Italia (Il pugnale del bianco)